# Fresnes-Tilloloy
Fresnes-Tilloloy (hay Fresne-Tilloloy) là một xã thuộc tỉnh Somme trong vùng Hauts-de-France miền bắc nước Pháp.

## Dân số

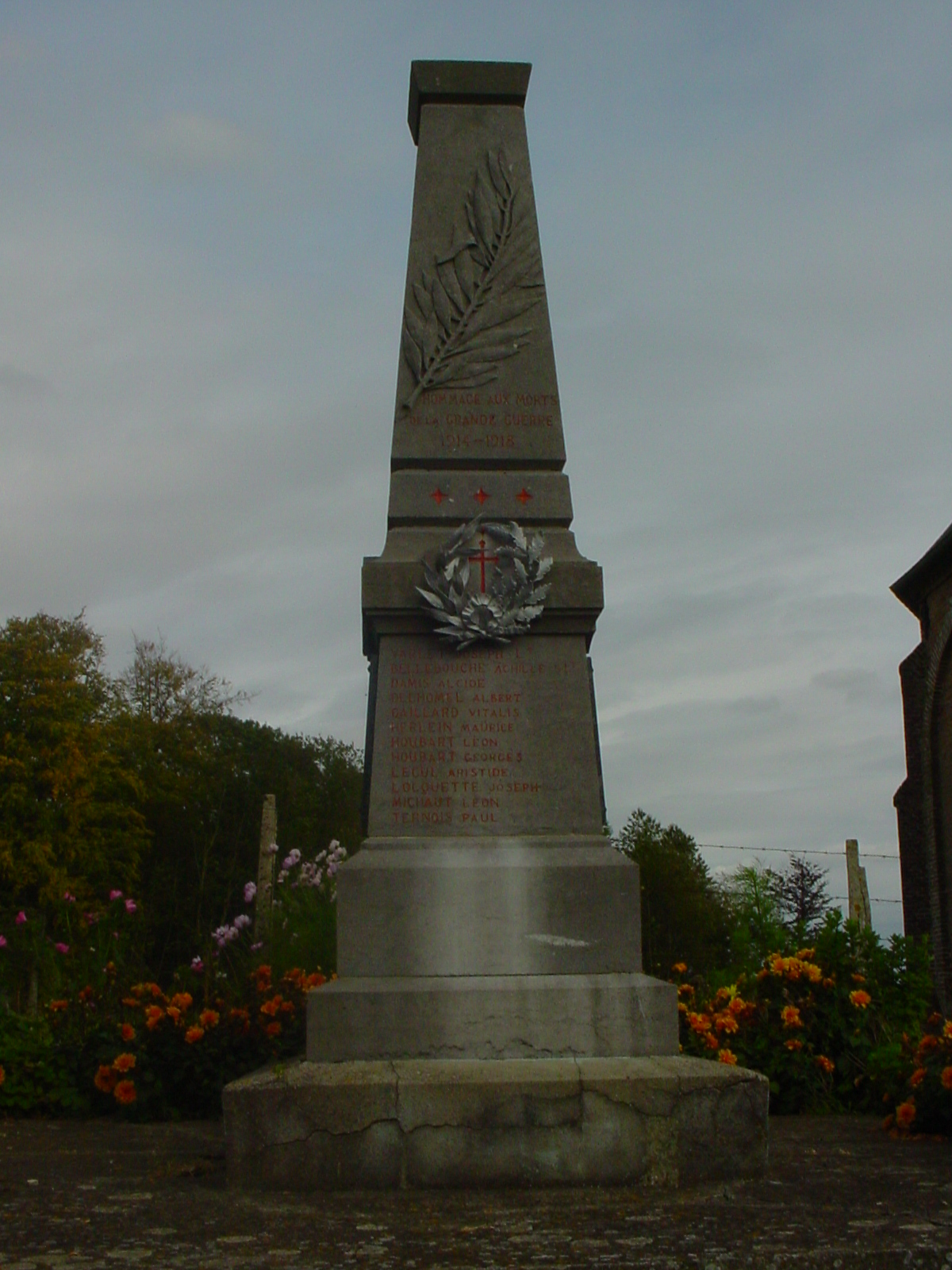
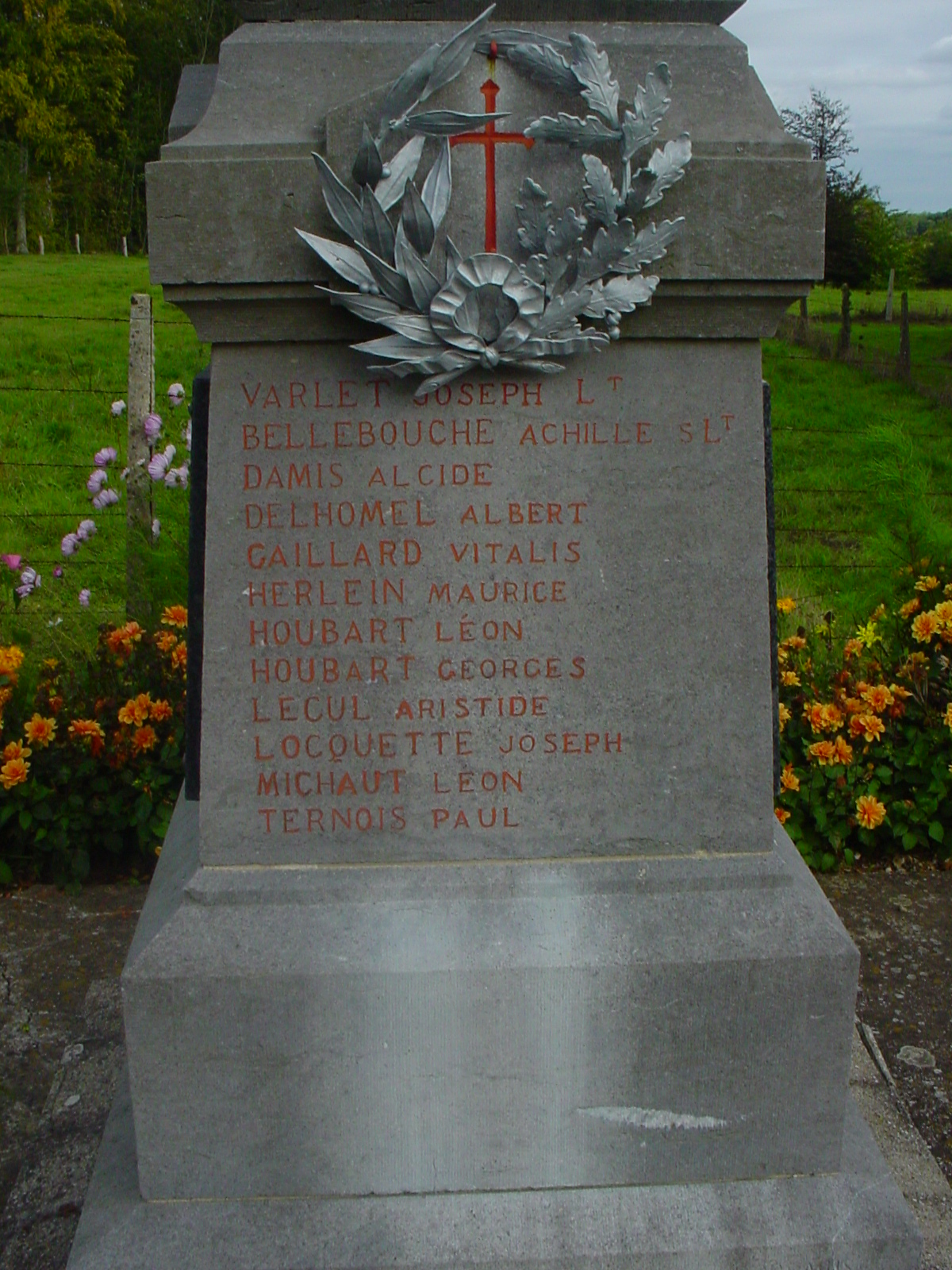
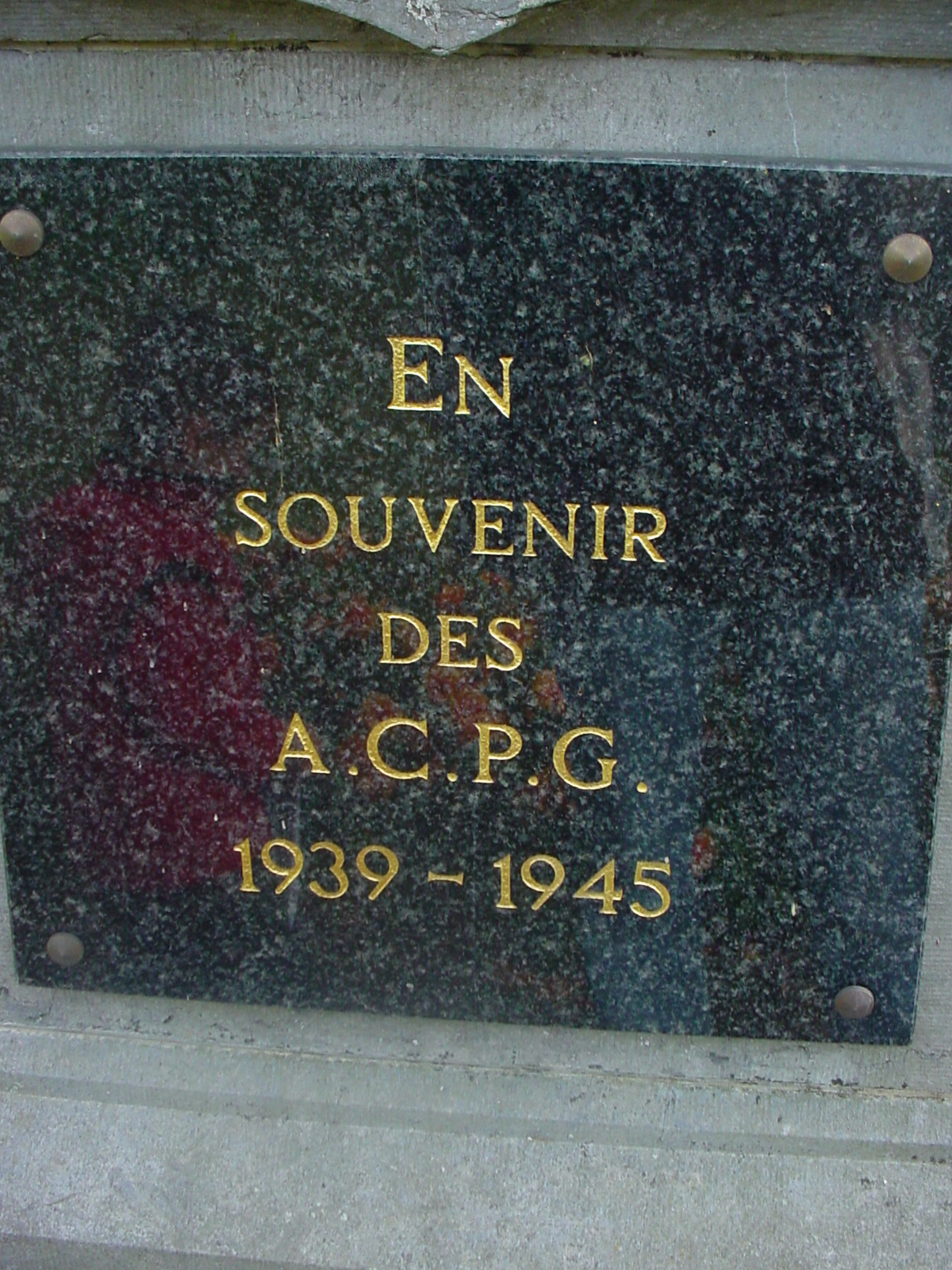
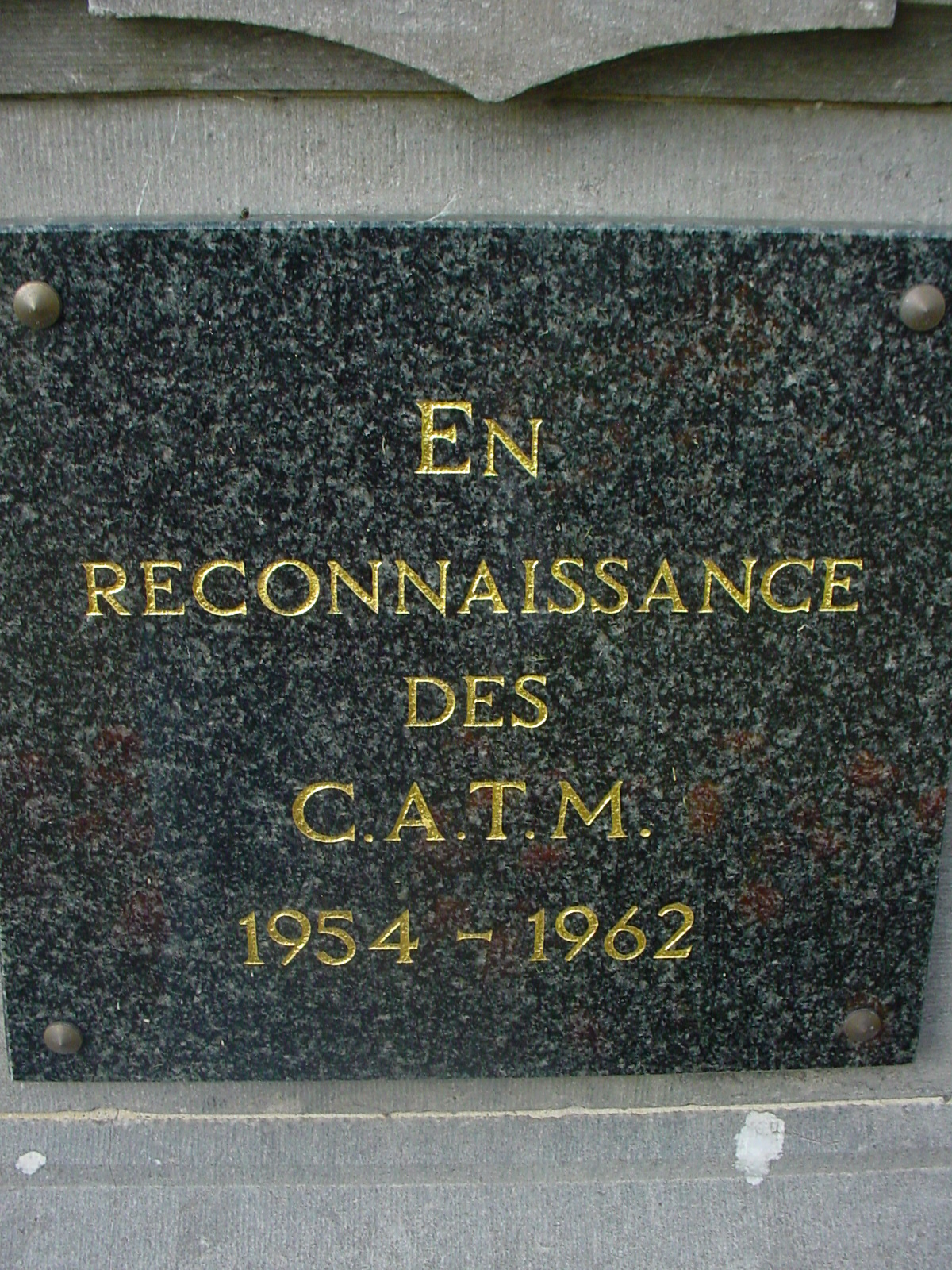

| Năm | 1962 | 1968 | 1975 | 1982 | 1990 | 1999 | 2006 |
| --- | ---- | ---- | ---- | ---- | ---- | ---- | ---- |
| Dân số | 147  | 134  | 130  | 134  | 130  | 137  | 139  |
| From the year 1962 on: No double counting—residents of multiple communes (e.g. students and military personnel) are counted only once. |      |      |      |      |      |      |      |

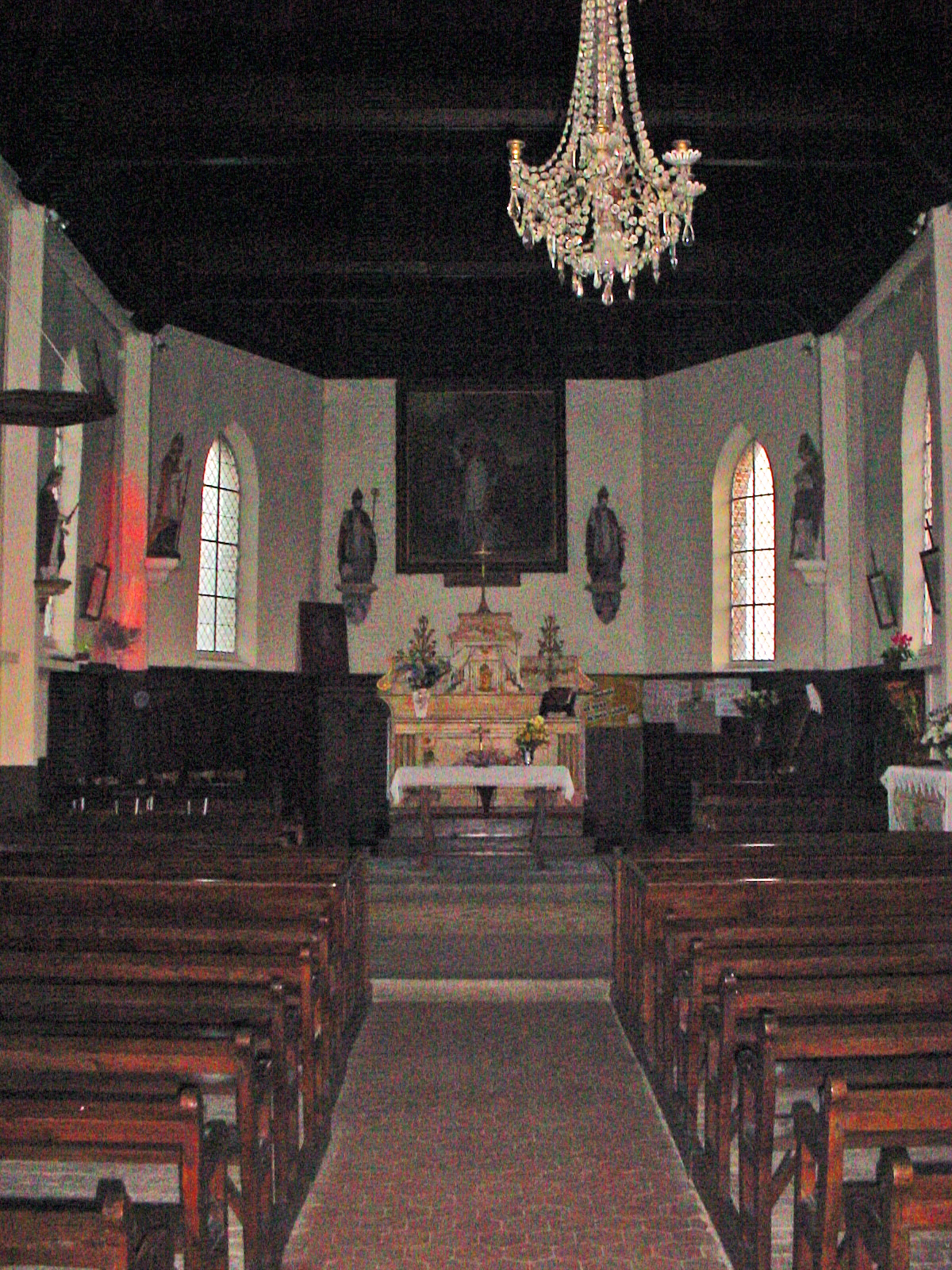
Autel de l'Eglise vu de l'entrée
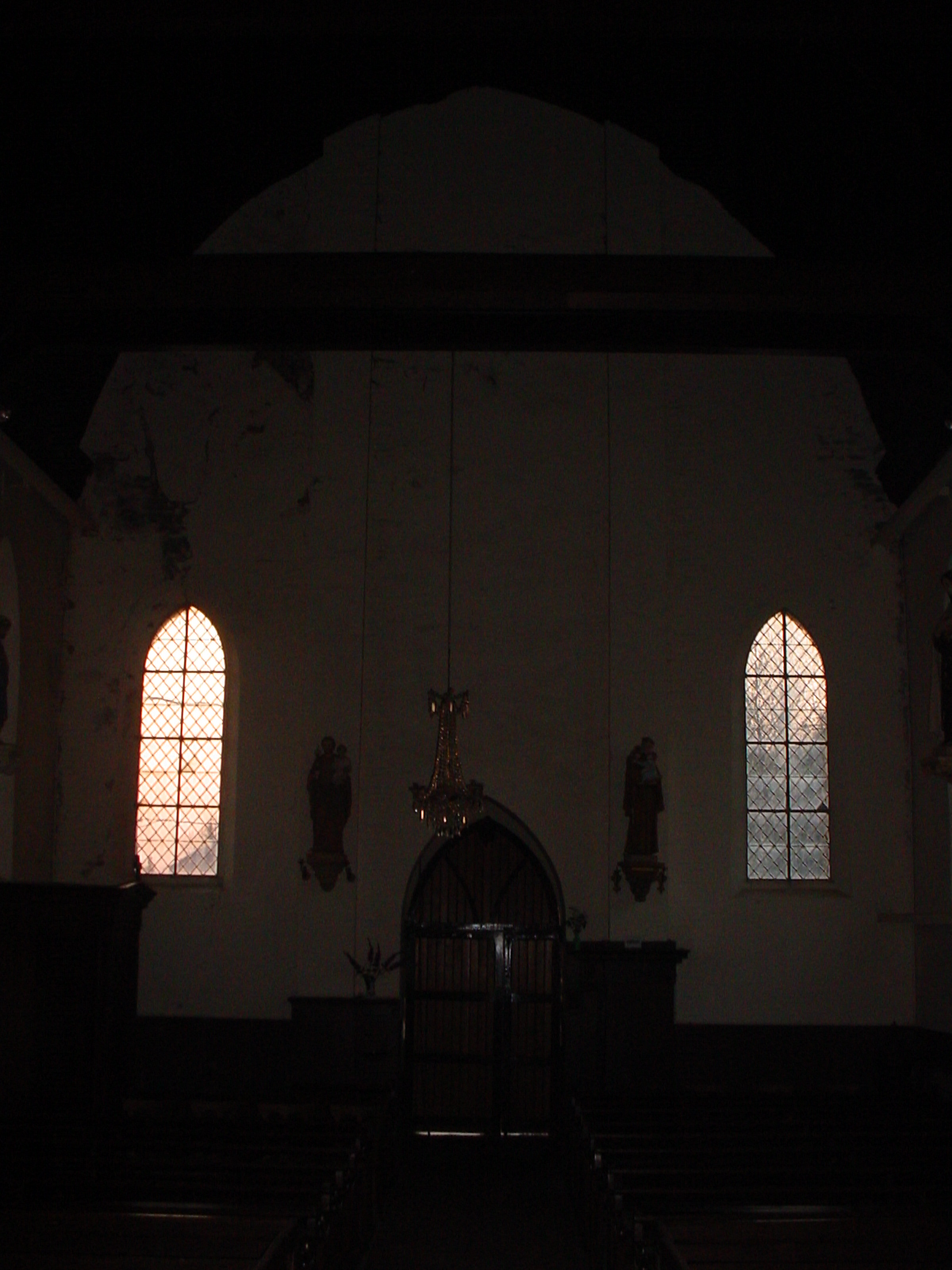
Entrée de l'Eglise vu de l'Autel
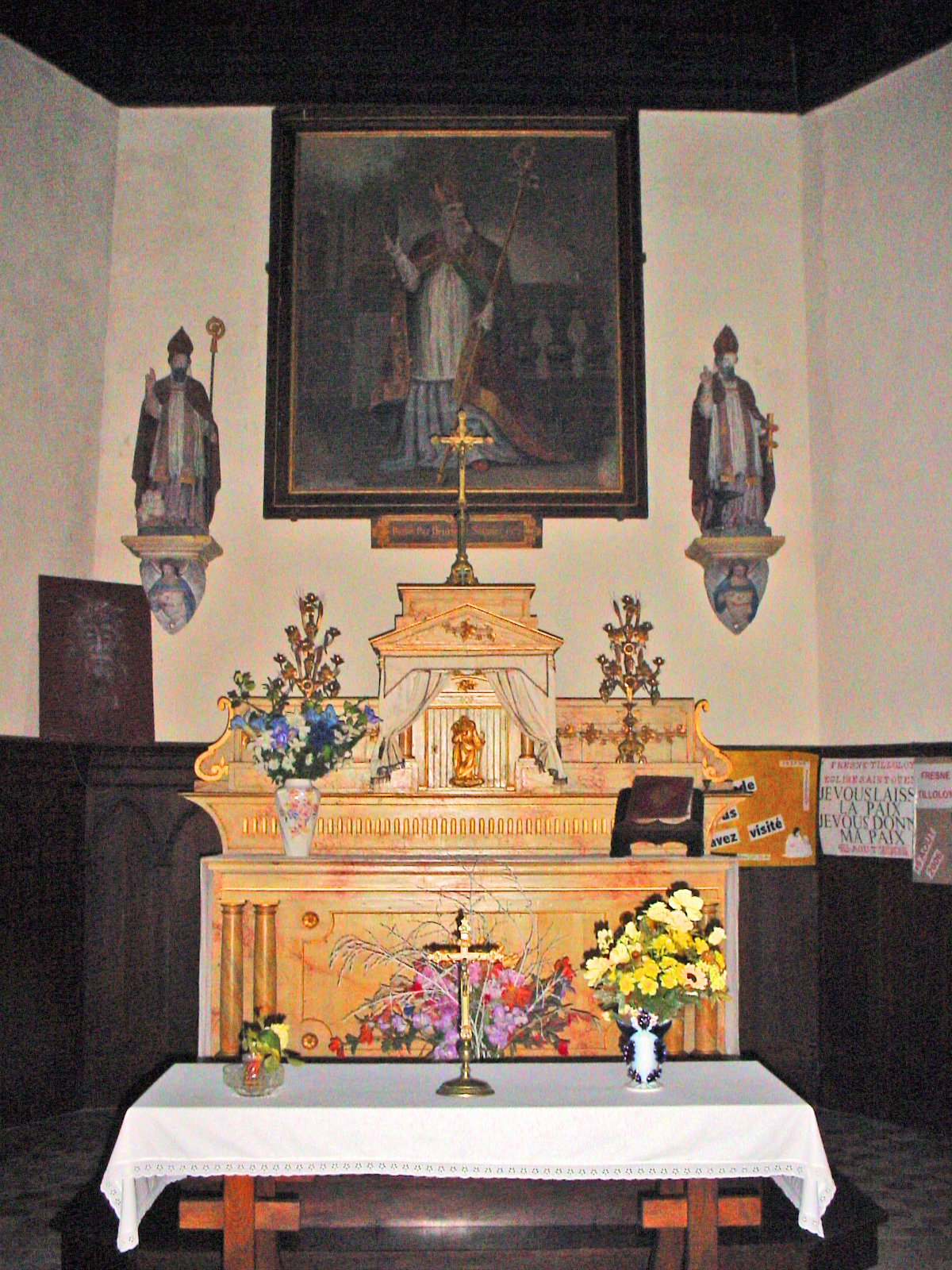
Autel de l'Eglise
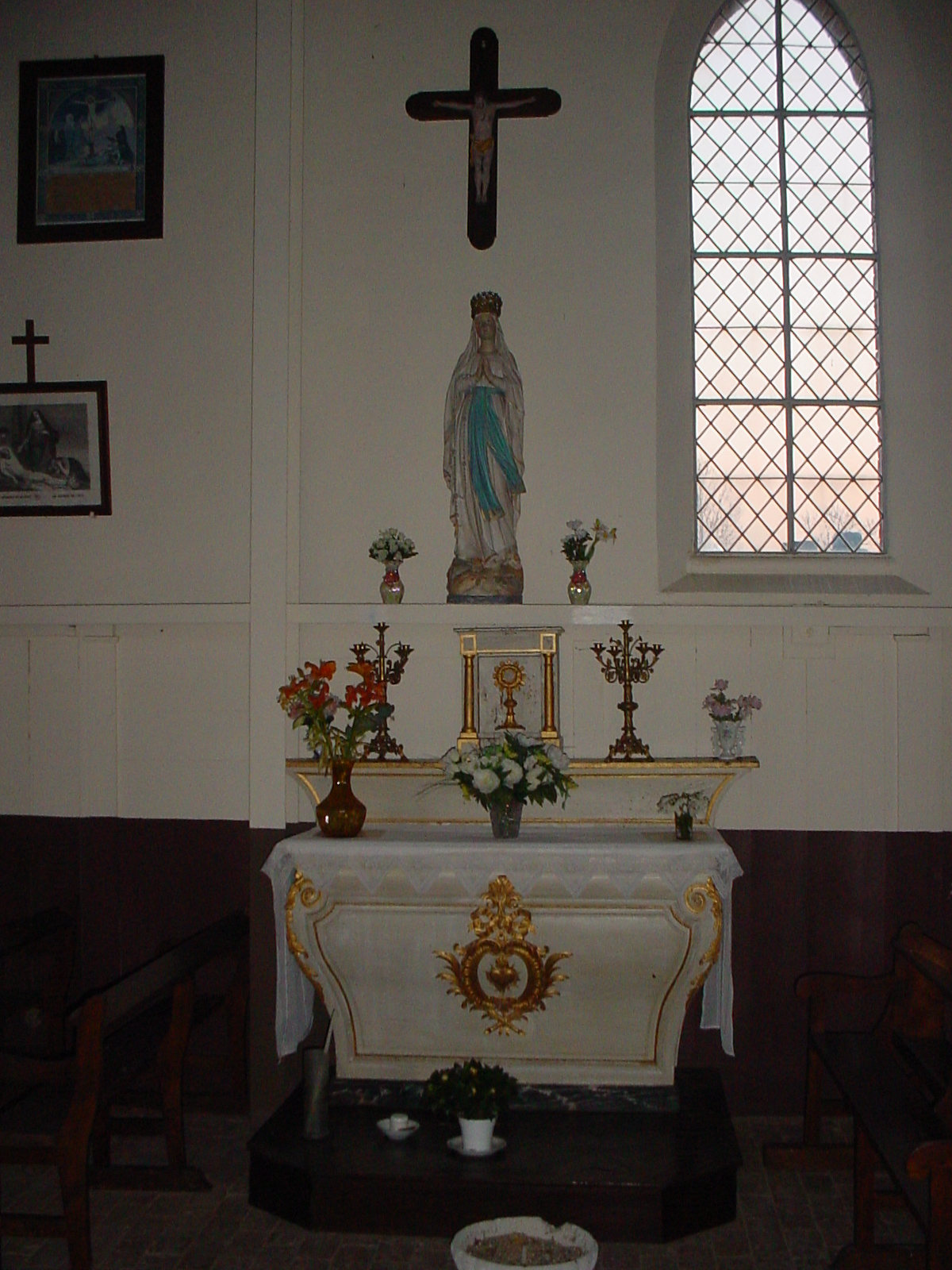
Autel dédié à la Sainte-Vierge
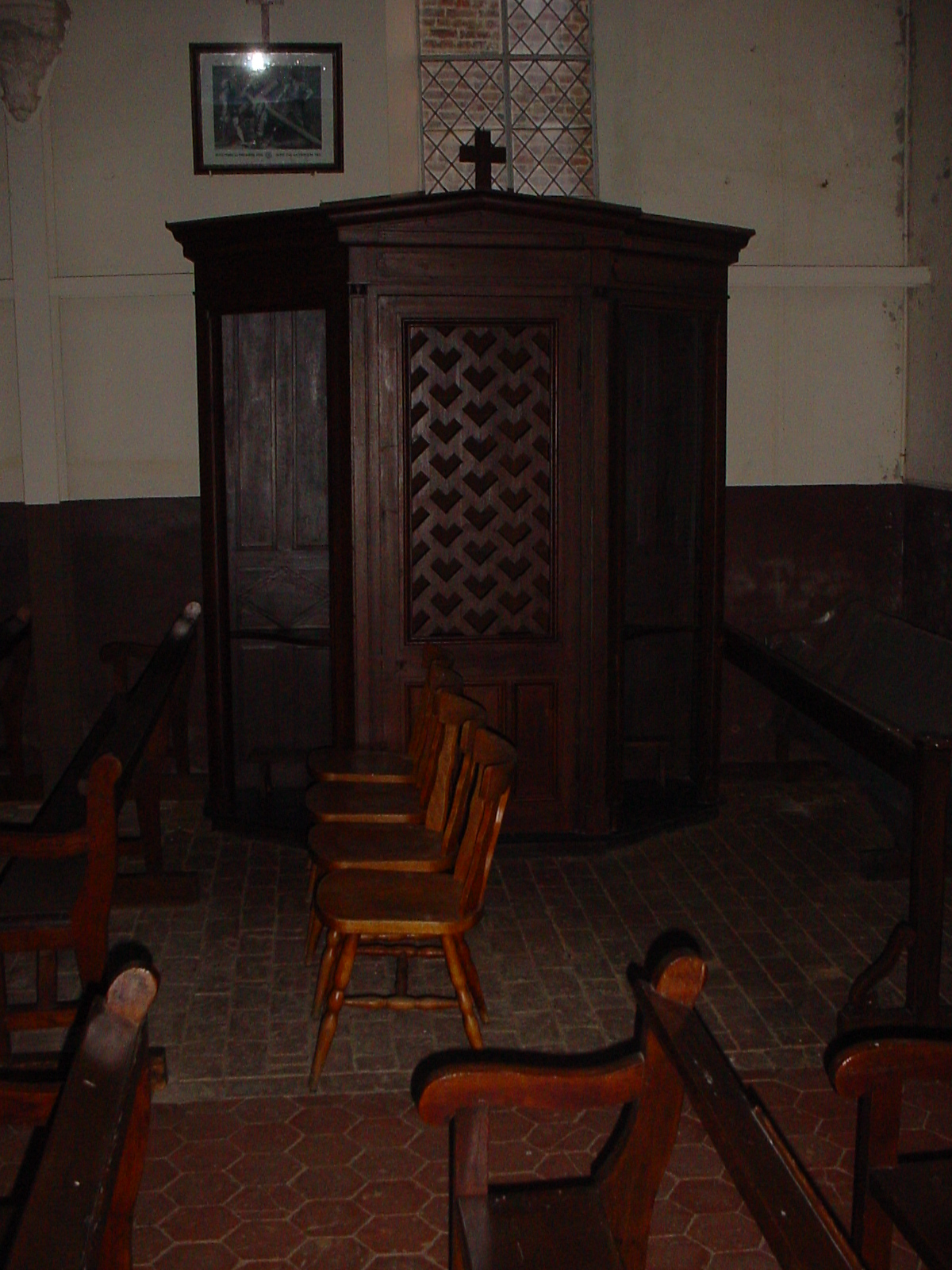
Confessionnal de l'Eglise
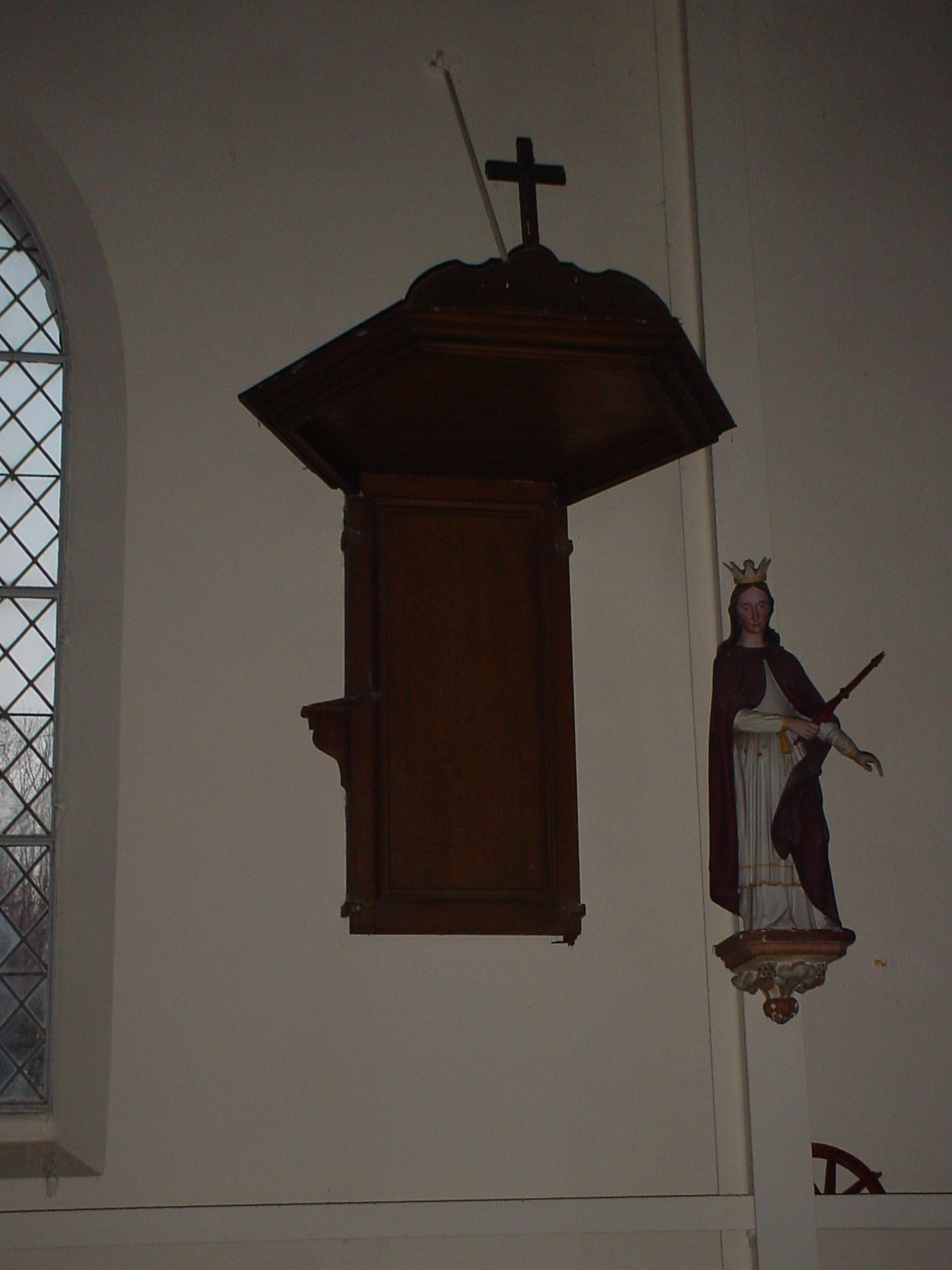
Reste de la Chaire
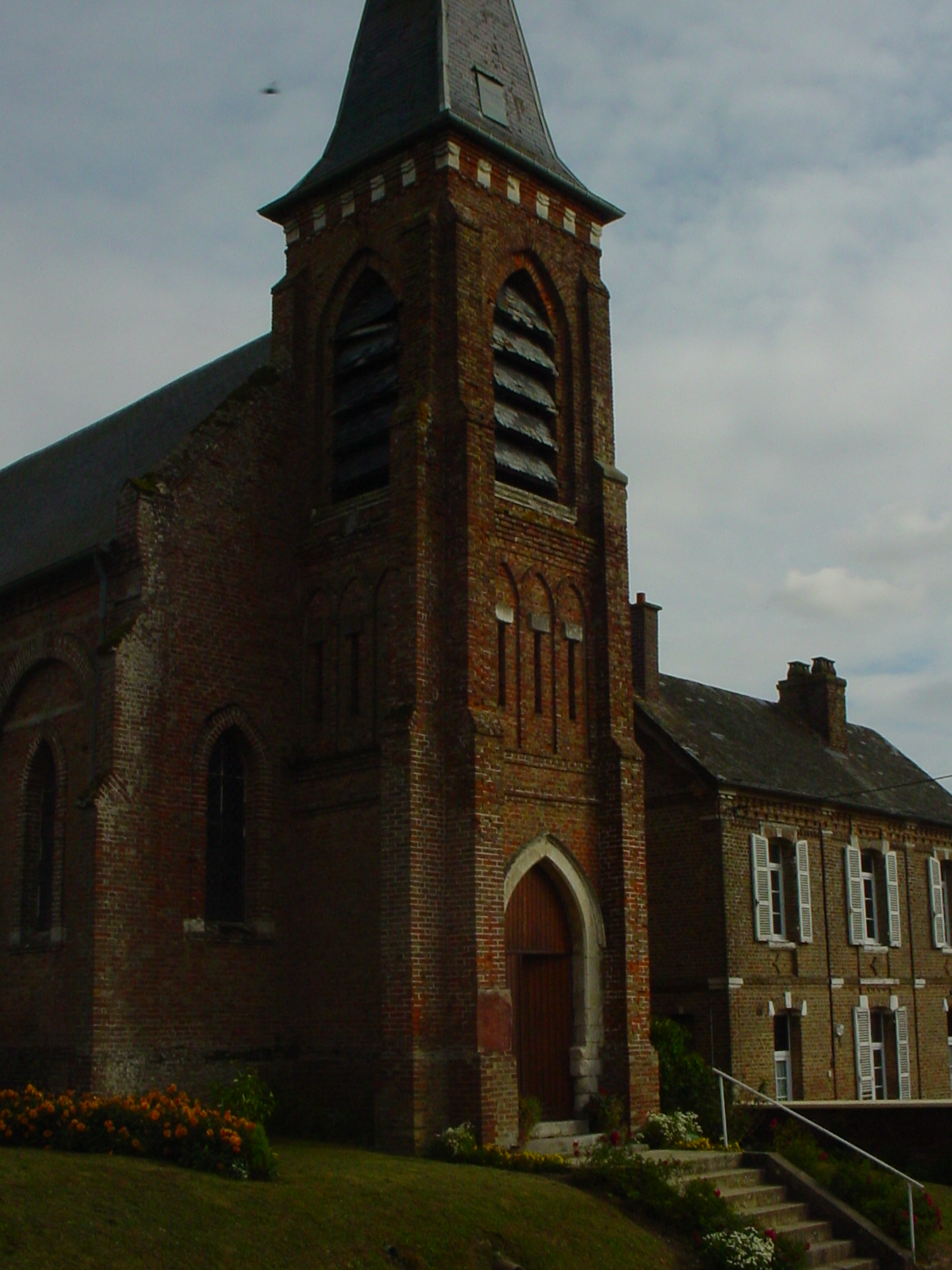
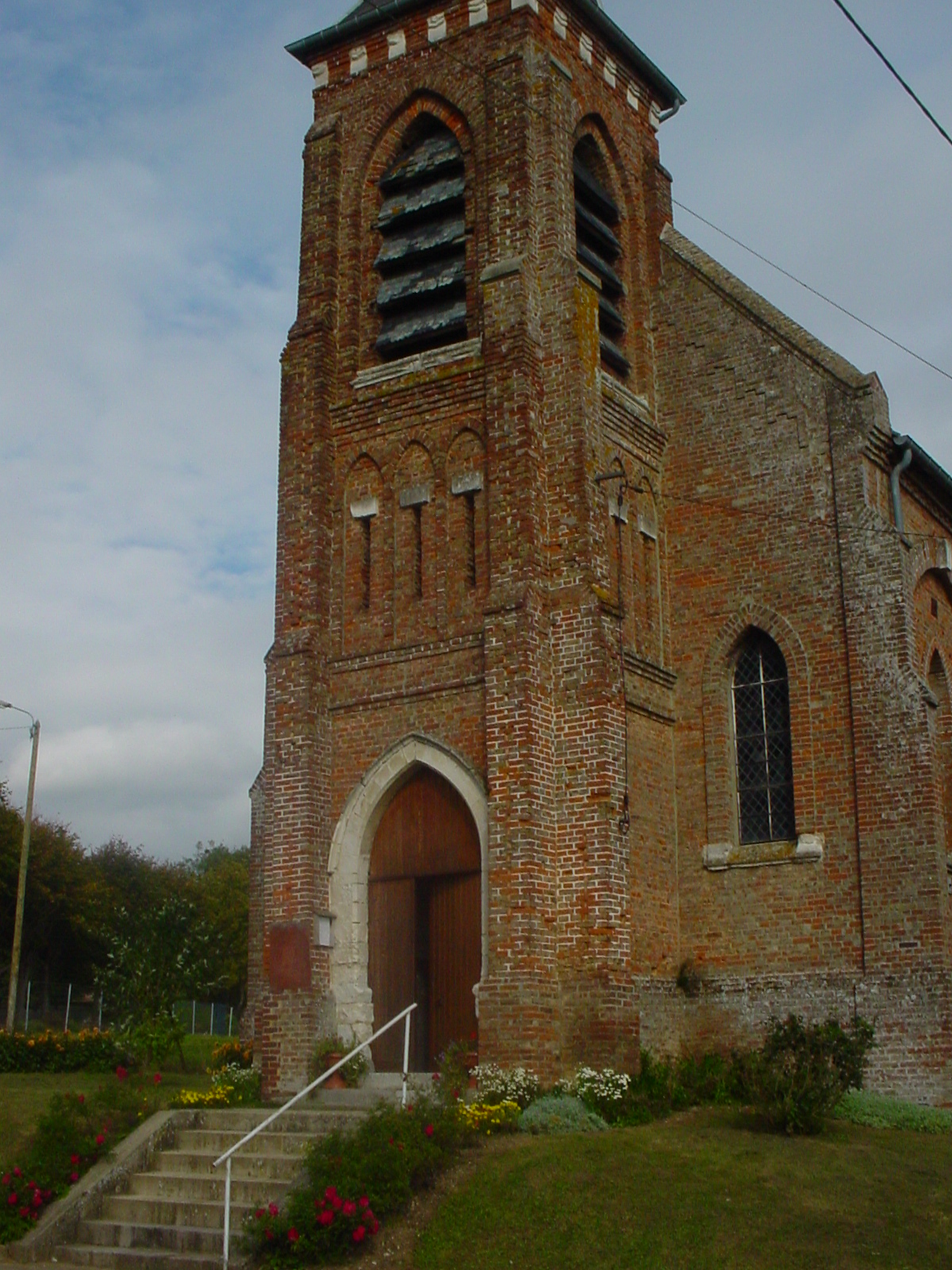
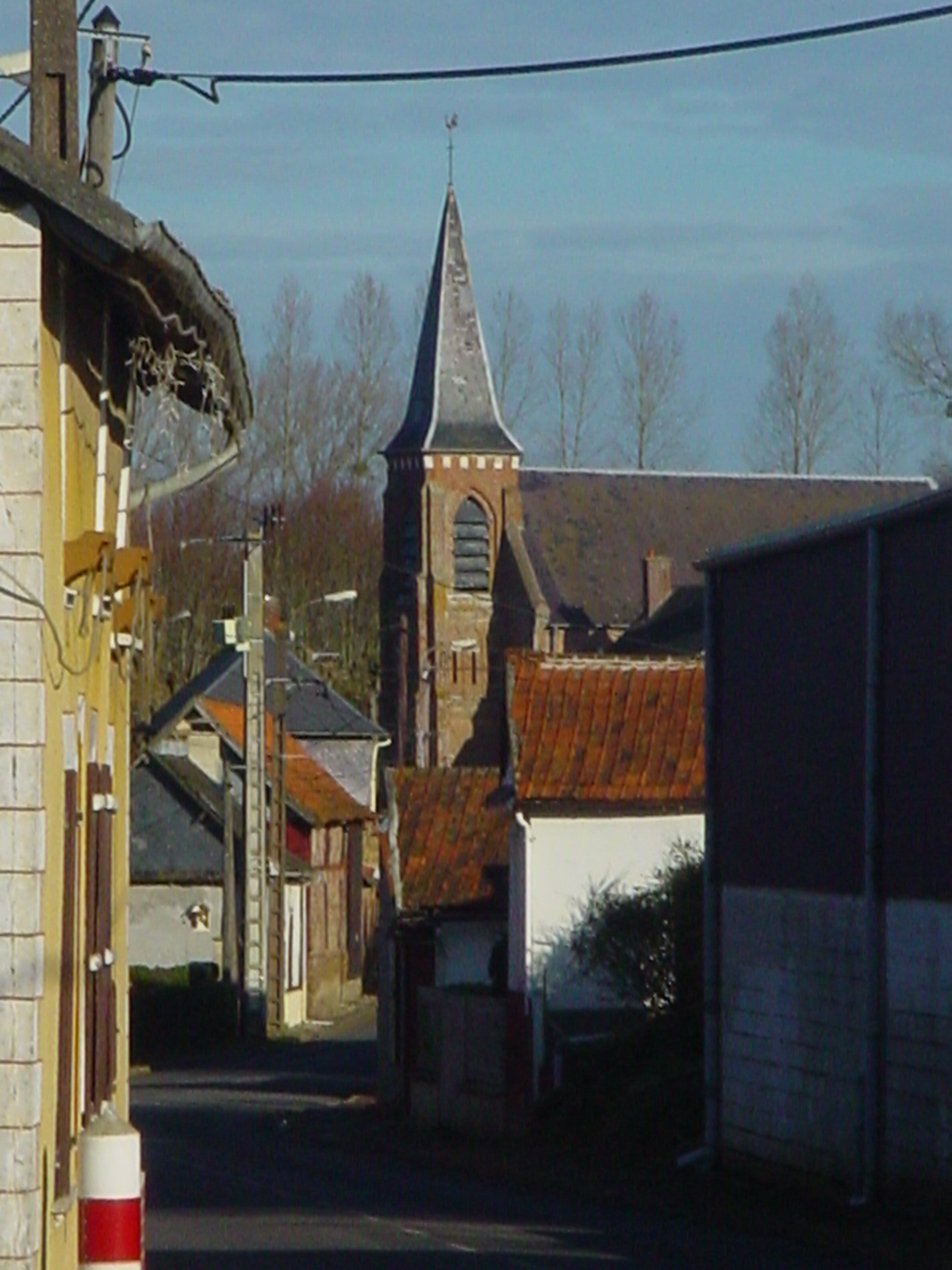
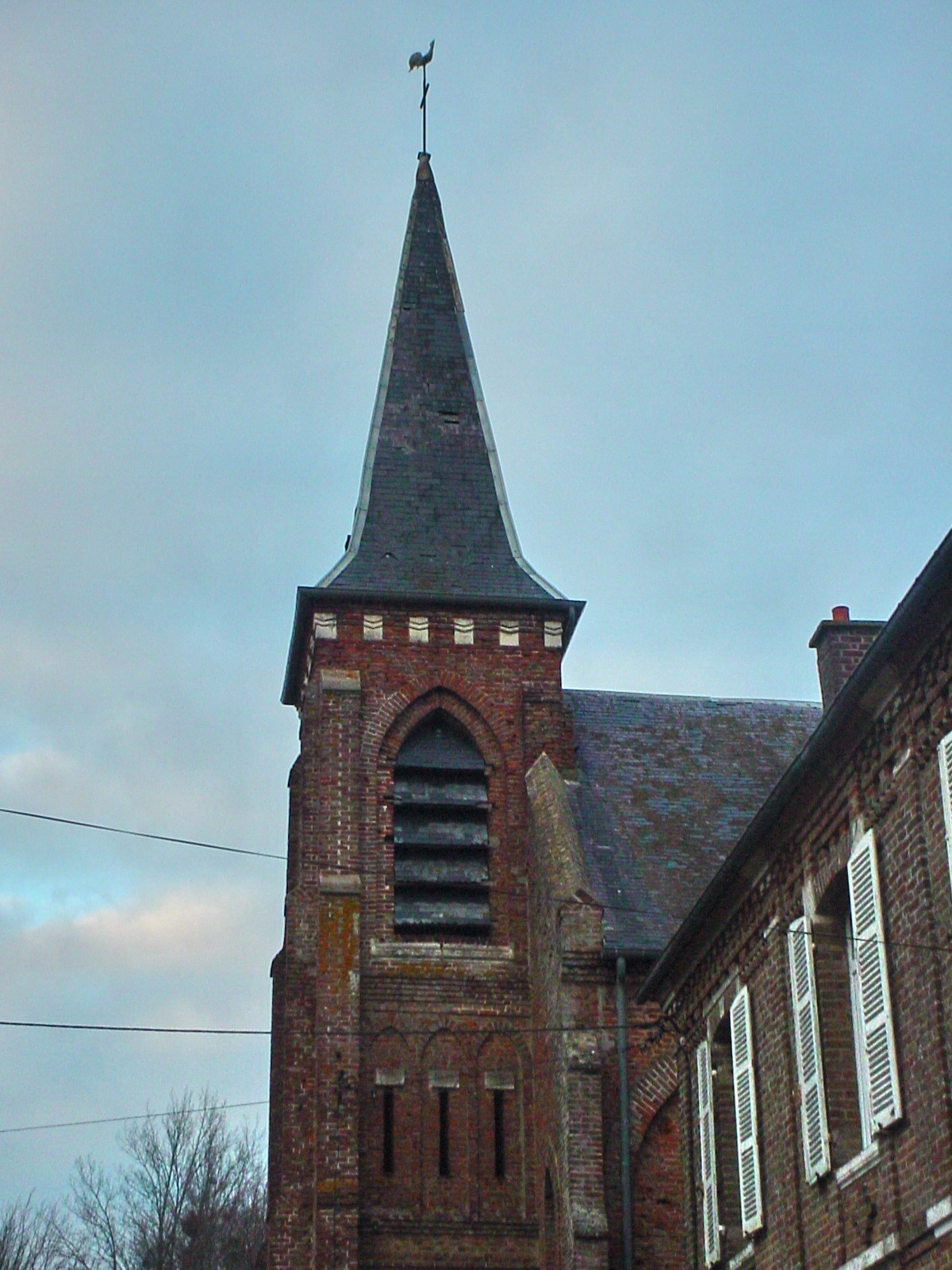
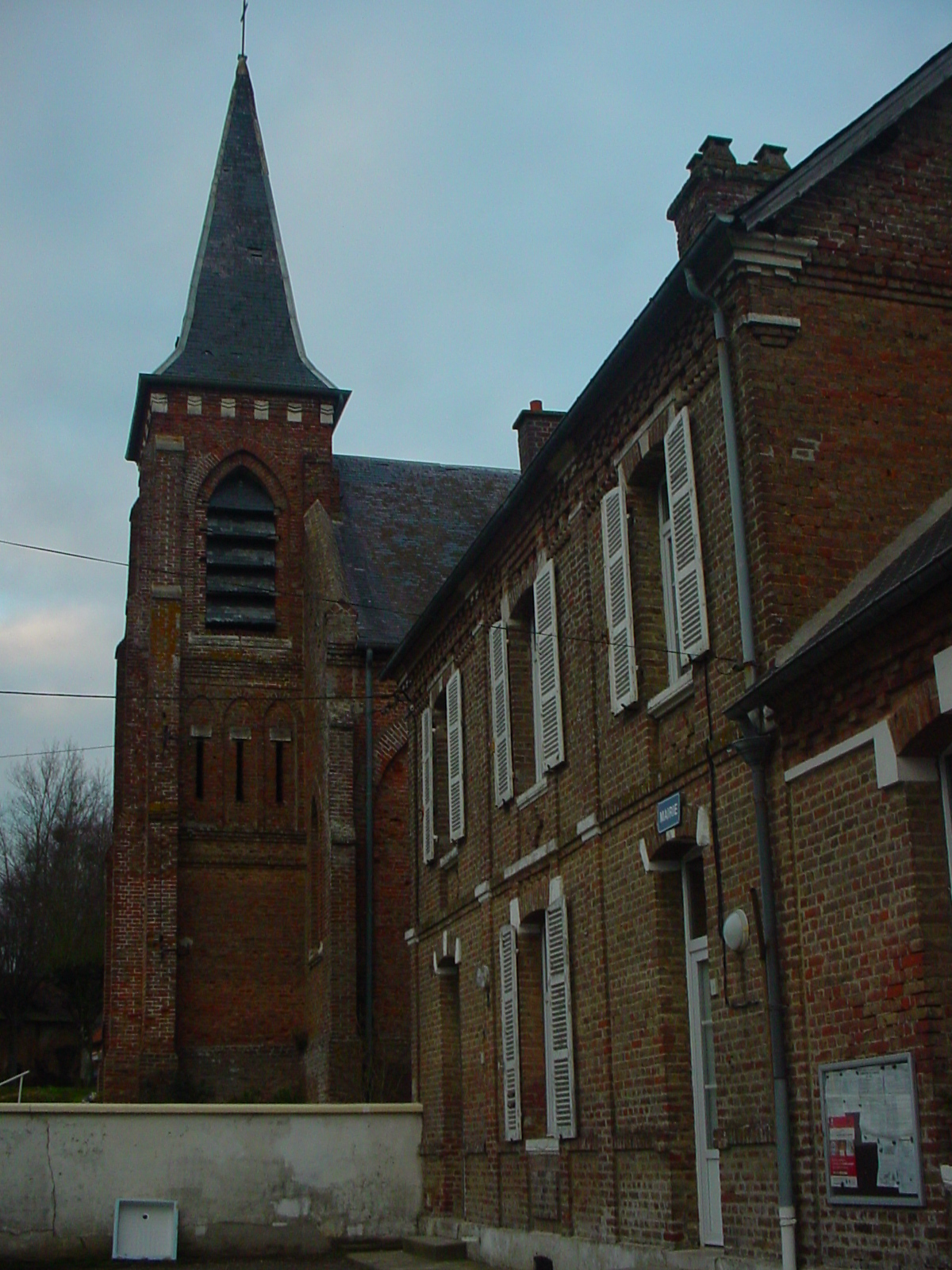

- The cemetery

- The war memorial